# Высоцкий, Пётр (офицер)
Пётр Высо́цкий (пол. Piotr Wysocki, 10 сентября 1797, Варка — 6 января 1875, Варка) — польский офицер, участник национально-освободительного движения.

## Биография
Воспитывался в школе пиаристов в Варшаве; с 1818 года кадет Школы подхорунжих, по выпуске офицер в 4-м гренадерском полку польской армии, с 1828 года инструктор в Школе подхорунжих, тогда же вступил в Патриотический союз. Руководитель военного радикально-демократического крыла польского освободительного движения. В 1829 году вызвался лично убить Николая I во время коронации польской короной в Варшаве. В ночь на 29 ноября 1830 года подал сигнал к началу восстания (в польской историографии Ноябрьское восстание). Однако, когда после начала восстания возобладало аристократическое крыло движения, был отправлен в армию простым капитаном. Участвовал в боевых действиях на Волыни, затем вернулся в Варшаву и в чине полковника защищал редуты во время штурма 26 августа 1831 года.
Взятый в плен, был приговорён к смертной казни, заменённой двадцатью годами тяжёлых работ на каторге в Сибири. В 1835 году за подготовку и организацию неудачного побега каторжан с Александровского винокуренного завода в Иркутске был приговорён к 1000 ударов палками.
В 1857 году был помилован. Обосновался в Варке. В 1867 году вышли его воспоминания о восстании 1830—1831 годов («Pamiętnik Piotra Wysockiego o powstaniu 29 listopada 1830 roku»). Умер в 1875 году в Варке.

## Награды
- Золотой крест Ордена Виртути Милитари (№1)[2].